# Rhabdopleura annulata
Rhabdopleura annulata är en djurart som tillhör fylumet svalgsträngsdjur, och som beskrevs av Norman 1921. Rhabdopleura annulata ingår i släktet Rhabdopleura och familjen Rhabdopleuridae. Inga underarter finns listade i Catalogue of Life.